# ماهان رحماني
ماهان رحماني (15 يونيو 1996 بطهران في إيران - ) هو لاعب كرة قدم إيراني في مركز الوسط. شارك مع منتخب إيران تحت 17 سنة لكرة القدم ومنتخب إيران تحت 20 سنة لكرة القدم ومنتخب إيران تحت 23 سنة لكرة القدم. أما مع النوادي، فقد لعب مع نادي سايبا.

## روابط خارجية
- ماهان رحماني على موقع قاعدة بيانات كرة القدم.إي يو (الإنجليزية)
- ماهان رحماني على موقع Soccerway.com (الإنجليزية)
- ماهان رحماني على موقع عالم كرة القدم.نت (الإنجليزية)